# Форт-Єйтс (Північна Дакота)
Форт-Єйтс (англ. Fort Yates) — місто (англ. city) в США, в окрузі Сіу штату Північна Дакота. Населення — 176 осіб (2020).

## Географія
Форт-Єйтс розташований за координатами 46°5′12″ пн. ш. 100°37′49″ зх. д. / 46.08667° пн. ш. 100.63028° зх. д. (46.086599, -100.630182).  За даними Бюро перепису населення США в 2010 році місто мало площу 0,16 км², уся площа — суходіл.

### Клімат
| Клімат : Форт-Єйтс      | Клімат : Форт-Єйтс | Клімат : Форт-Єйтс | Клімат : Форт-Єйтс | Клімат : Форт-Єйтс | Клімат : Форт-Єйтс | Клімат : Форт-Єйтс | Клімат : Форт-Єйтс | Клімат : Форт-Єйтс | Клімат : Форт-Єйтс | Клімат : Форт-Єйтс | Клімат : Форт-Єйтс | Клімат : Форт-Єйтс | Клімат : Форт-Єйтс |
| Показник                | Січ.               | Лют.               | Бер.               | Квіт.              | Трав.              | Черв.              | Лип.               | Серп.              | Вер.               | Жовт.              | Лист.              | Груд.              | Рік                |
| Абсолютний максимум, °C | 17,8               | 22,2               | 29,4               | 37,2               | 41,7               | 43,3               | 48,3               | 43,9               | 41,7               | 35,0               | 26,7               | 20,6               | 48,3               |
| Середній максимум, °C   | −2,6               | 0,3                | 6,3                | 15,1               | 21,3               | 26,7               | 30,6               | 30,0               | 23,4               | 16,0               | 5,7                | −1,4               | 14,3               |
| Середня температура, °C | −9,7               | −6,7               | −0,8               | 5,1                | 13,3               | 18,7               | 22,2               | 21,3               | 14,9               | 7,8                | −0,8               | −7,9               | 6,7                |
| Середній мінімум, °C    | −16,7              | −13,7              | −8                 | −1,7               | 5,3                | 10,7               | 13,8               | 12,7               | 6,3                | −0,4               | −7,4               | −14,4              | −1,1               |
| Абсолютний мінімум, °C  | −40,6              | −45,6              | −36,1              | −21,7              | −8,9               | −2,2               | −2,2               | −1,7               | −9,4               | −20                | −30,6              | −36,7              | −45,6              |
| Норма опадів, мм        | 5                  | 8                  | 14                 | 26                 | 63                 | 72                 | 61                 | 40                 | 38                 | 33                 | 11                 | 6                  | 377                |
| ----------------------- | ------------------ | ------------------ | ------------------ | ------------------ | ------------------ | ------------------ | ------------------ | ------------------ | ------------------ | ------------------ | ------------------ | ------------------ | ------------------ |
| Джерело: NOAA, WRCC     |                    |                    |                    |                    |                    |                    |                    |                    |                    |                    |                    |                    |                    |

## Демографія
Згідно з переписом 2010 року, у місті мешкали 184 особи в 66 домогосподарствах у складі 43 родин. Густота населення становила 1126 осіб/км².  Було 73 помешкання (447/км²).
Расовий склад населення:
| - 92,4 % — корінних американців - 5,4 % — білих |

До двох чи більше рас належало 1,6 %. Частка іспаномовних становила 2,2 % від усіх жителів.
За віковим діапазоном населення розподілялося таким чином: 31,0 % — особи молодші 18 років, 59,2 % — особи у віці 18—64 років, 9,8 % — особи у віці 65 років та старші. Медіана віку мешканця становила 33,6 року. На 100 осіб жіночої статі у місті припадало 114,0 чоловіків;  на 100 жінок у віці від 18 років та старших — 111,7 чоловіків також старших 18 років.
Середній дохід на одне домашнє господарство  становив 51 684 долари США (медіана — 38 750), а середній дохід на одну сім'ю — 53 507 доларів (медіана — 48 438). Медіана доходів становила 46 250 доларів для чоловіків та 30 417 доларів для жінок. За межею бідності перебувало 34,0 % осіб, у тому числі 41,6 % дітей у віці до 18 років та 25,0 % осіб у віці 65 років та старших.
Цивільне працевлаштоване населення становило 71 особа. Основні галузі зайнятості: освіта, охорона здоров'я та соціальна допомога — 31,0 %, мистецтво, розваги та відпочинок — 29,6 %, публічна адміністрація — 21,1 %.